# Selje kloster

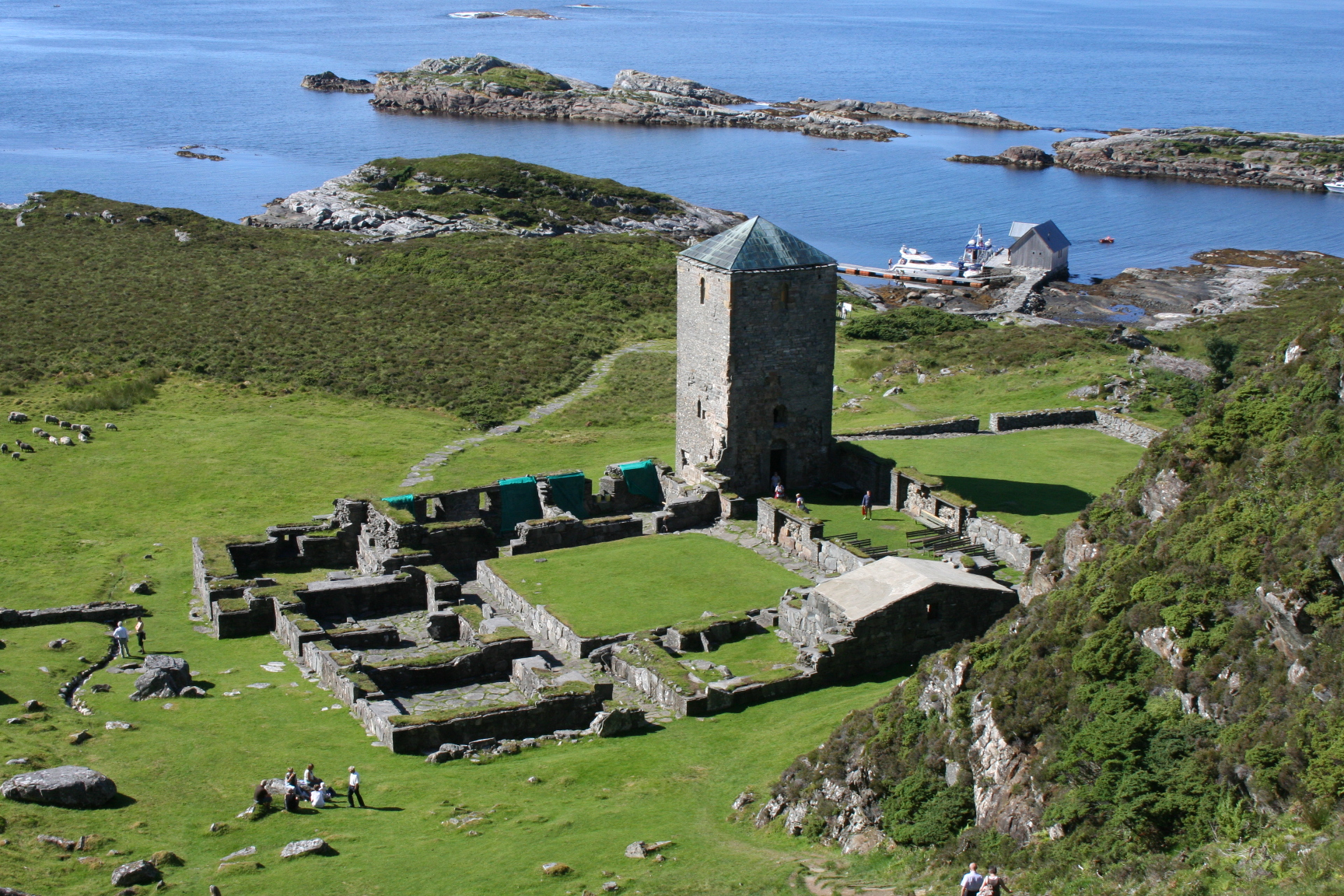
Ruinerna efter klosteret på ön Selja i Selje kommun i Nordfjord i Sogn og Fjordane, Norge

Selje kloster var ett benediktinerkloster på ön Selja i Stads kommun i Vestland fylke. Klostret ligger rakt söder om Stadlandet, på västsidan av ön, rakt ut mot Sildagapet och Stadhavet.
Ön Selja ligger 15 minuter med båt från Selje. Ön är 1,56 km² och består av ljung, myr och lite skog. Högsta punkten är Varden, 201 meter över havet. Etableringen av biskopssäte på ön år 1068 och senare uppförandet av et benediktinerkloster blir sedd i sammanhang med Sunniva-legenden.